# Зимний чемпионат России по плаванию 1995
Зимний чемпионат России по плаванию 1995 прошёл с 28 февраля по 3 марта в Москве в спортивном комплексе «Олимпийский».
Рекорды России установили Андрей Иванов (Санкт-Петербург) на дистанции 200 м брассом (2.14.09) и Светлана Поздеева (Самара) на дистанции 200 м баттерфляем (2.11.40).

## Призёры

### Мужчины

#### 50 м, вольный стиль
Игорь Юрлов (Пенза) — 23.13

 Владимир Предкин (Санкт-Петербург) — 23.30

 Владислав Куликов (Москва) — 23.72

#### 100 м, вольный стиль
Роман Егоров (Санкт-Петербург) — 51.01

 Владимир Пышненко (Ростов-на-Дону) — 51.20

 Владимир Предкин (Санкт-Петербург) — 51.47

#### 200 м, вольный стиль
Роман Щёголев (Санкт-Петербург) — 1.50.52

 Владимир Пышненко (Ростов-на-Дону) — 1.50.69

 Алексей Степанов (Санкт-Петербург) — 1.51.30

#### 400 м, вольный стиль
Алексей Степанов (Санкт-Петербург) — 3.53.22

 Алексей Акатьев (Москва) — 3.56.45

 Алексей Буценин (Москва) — 3.58.17

#### 1500 м, вольный стиль
Алексей Акатьев (Москва) — 15.31.40

 Виктор Андреев (Челябинск) — 15.39.78

 Д. Фукалов (Волгоград) — 15.49.30

#### 100 м на спине
Сергей Остапчук (Волгоград) — 56.71

 И. Сосновский (Челябинск) — 57.56

 Евгений Белоусов (Омск) — 57.74

#### 200 м на спине
Сергей Остапчук (Волгоград) — 2.01.02

 Сергей Суздальцев (Волгоград) — 2.03.28

 Евгений Белоусов (Омск) — 2.04.64

#### 100 м, брасс
Андрей Корнеев (Москва) — 1.02.81

 Роман Ивановский (Волгоград) — 1.03.38

 Станислав Лопухов (Калуга) — 1.03.46

#### 200 м, брасс
Андрей Иванов (Санкт-Петербург) — 2.14.09

 Андрей Корнеев (Москва) — 2.16.25

 Роман Ивановский (Волгоград) — 2.17.52

#### 100 м, баттерфляй
Игорь Юрлов (Пенза) — 54.18

 Денис Пиманков (Омск) — 54.60

 Алексей Колесников (Москва) — 55.02

#### 200 м, баттерфляй
Алексей Колесников (Москва) — 2.01.68

 Александр Горгураки (Самара) — 2.02.12

 Денис Пиманков (Омск) — 2.04.76

#### 200 м, комплексное плавание
Роман Щёголев (Санкт-Петербург) — 2.04.76

 Григорий Матузков (Омск) — 2.06.99

 И. Смирнов (Санкт-Петербург) — 2.07.25

#### 400 м, комплексное плавание
Григорий Матузков (Омск) — 4.27.23

 А. (Калуга) — 4.29.65

 И. Федосеев (Санкт-Петербург) — 4.30.96

#### Эстафета 4 × 100 м, вольный стиль
Санкт-Петербург — 3.26.62

 Москва — 3.27.99

  Узбекистан — 3.29.98

#### Эстафета 4 × 200 м, вольный стиль
Москва — 7.40.94

 Омск — 7.42.67

  Узбекистан — 7.44.10

#### Комбинированная эстафета 4 × 100 м
Москва — 3.45.08

 Санкт-Петербург — 3.47.12

 Омск — 3.52.47

### Женщины

#### 50 м, вольный стиль
Наталья Мещерякова (Самара) — 25.24

 Н. Сорокина (Самара) — 27.08

 Елена Курчина (Чувашия) — 27.13

#### 100 м, вольный стиль
Наталья Мещерякова (Самара) — 56.02

 Татьяна Литовченко (Самара) — 57.52

 Светлана Лешукова (Челябинск) — 58.02

#### 200 м, вольный стиль
Татьяна Литовченко (Самара) — 2.02.13

 Е. Козлова (Санкт-Петербург) — 2.07.24

 С. Косицкая 2.08.15

#### 400 м, вольный стиль
Ольга Гусева (Москва) — 4.23.90

 Наталья Корабельникова (Москва) — 4.27.89

 Оксана Константинова (Москва) — 4.31.28

#### 800 м, вольный стиль
Ольга Гусева (Москва) — 8.58.29

 Наталья Корабельникова (Москва) — 9.08.76

 О. Громова (Москва) — 9.15.47

#### 100 м на спине
Нина Живаневская (Самара) — 1.02.58

 Т. Козлова (Москва) — 1.04.93

 К. Горемыкина (Волгоград) — 1.05.23

#### 200 м на спине
Нина Живаневская (Самара) — 2.14.18

 А. Симагина (Москва) — 2.19.16

 Елена Гречушникова (Алтайский край) — 2.19.40

#### 100 м, брасс
Ольга Ландик (Санкт-Петербург) — 1.12.93

 Виктория Александрова (Санкт-Петербург) — 1.13.44

 Наталья Подберезкина (Москва) — 1.13.54

#### 200 м, брасс
Т. Макарова (Москва) — 2.34.75

 Г. Таран (Москва) — 2.35.23

 Е. Куприянович (Москва) — 2.36.37

#### 100 м, баттерфляй
Светлана Поздеева (Самара) — 1.00.39

 Наталья Разумова (Самара) — 1.03.30

 Наталья Яковлева (Самара) — 1.03.88

#### 200 м, баттерфляй
Светлана Поздеева (Самара) — 2.11.40

 Наталья Яковлева (Самара) — 2.18.92

 Наталья Разумова (Самара) — 2.19.93

#### 200 м, комплексное плавание
Марина Соколова (Москва) — 2.20.24

 Светлана Денисова (Пенза) — 2.20.83

 Олеся Яманаева (Марий Эл) — 2.24.66

#### 400 м, комплексное плавание
Дарья Шмелева (Волгоград) — 4.55.29

 Светлана Денисова (Пенза) — 4.59.87

 Олеся Яманаева (Марий Эл) — 5.06.33

#### Эстафета 4 × 100 м, вольный стиль
Самара — 3.55.15

 Санкт-Петербург — 3.58.52

 Москва — 4.00.44

#### Эстафета 4 × 200 м, вольный стиль
Москва — 8.42.15

 Пенза — 8.43.27

 Санкт-Петербург — 8.43.99

#### Комбинированная эстафета 4 × 100 м
Самара — 4.15.85

 Москва — 4.21.96

 Санкт-Петербург — 4.22.61